# Антонов, Пётр Леонтьевич
Пётр Леонтьевич Антонов (21 декабря, 1859, Николаев — 18 июня 1916, Одесса) — российский политик, народоволец.

## Биография
Родился 21 декабря 1859 года в городе Николаеве Херсонской губернии в семье унтер-офицера из кантонистов, переплётчика и сапожника, служившего во флотском экипаже. С детства помогал отцу в его работе.
В 1873 году поступил в ремесленную школу при адмиралтействе в Николаеве, которую закончил первым учеником в 1876 году, специализируясь как кузнец, слесарь и токарь по металлу. Зимою 1878—1879 годов работал слесарем на заводе Вестберга в Харькове, где провёл стачку. Вошёл в рабочий кружок, с которым в начале 1879 года занималась Е. Н. Ковальская. В декабре 1878 года квартира Антонова, на которой он проживал вместе со Скиданом В. В. была подвергнута обыску.
С 1879 года из мирного пропагандиста сделался сторонником террористической борьбы. В 1880 году столкнулся с членами революционного кружка в Полтаве, где работал в железнодорожных мастерских. В Полтаве познакомился с семьей Михаила Гвоздева, осужденного по процессу 193-х, и примкнул к «Народной воле». В начале 1882 года работал кузнецом на механическом заводе великой княгини Екатерины Михайловны в Карловке Константиноградского уезда Полтавской губернии, где вёл пропаганду среди местных рабочих.
В конце 1882 года вошёл в южно-русскую боевую народовольческую дружину (революционная кличка «Кирилл») и вместе с Н. Мартыновым и В. Панкратовым занимался впоследствии почти исключительно террористической деятельностью. В 1882 году, находясь в Полтаве, принимал участие в работах полтавского народовольческого кружка, во главе которого стоял Яков Бердичевский. В Харькове познакомился с Верой Фигнер и по её поручению ездил в Одессу для свидания с С. П. Дегаевым. С конца 1882 года по апрель 1883 года жил на станции Люботин (недалеко от Харькова), работал в железнодорожных мастерских Харьково-Николаевской железной дороги кузнецом.
В начале 1883 года вошёл в люботинский кружок, организованный А. Немоловским и В. Ивановым для пропаганды и распространения революционных изданий среди железнодорожных рабочих. Устраивал на своей квартире собрания кружка, на которых призывал рабочих к террористическим действиям.
В апреле 1883 года уехал в Ростов-на-Дону. После ареста членов люботинского кружка в 1883 году перешёл на нелегальное положение. Был привлечен к дознанию, производившемуся в том же году генерал-майором Середою, по обвинению в участии в люботинском народовольческом кружке и в сношениях с харьковским кружком (дело П. Чернышевой, Ивана Шаровского и других), остался неразысканным, вследствие чего дознание о нём было приостановлено впредь до явки или задержания. В 1883 году жил в Харькове, на квартире Василия Вольнова по паспорту В. Н. Василенко. В мае 1883 года, по предложению А. Немоловского, уехал из Харькова в Луганск для пропаганды среди рабочих, получил от А. Немоловского паспорт на имя Гончаренко, с которым прожил в Луганске месяц, уехав оттуда после бесплодных попыток поступить на завод или на железную дорогу. Участвовал 17 и 24 октября 1883 года вместе с Н. Мартыновым, В. Панкратовым и другими в двух организованных С. Ивановым попытках ограбления почты под Харьковом в целях получения денег на революционные нужды (последняя окончилась гибелью Якова Бердичевского).
В 1884 году жил в Харькове под именем Ивана Степановича Клокова-Константинова. Был в сношениях с Иваном Гейером, Петром Елько, Алексеем Макаревским, Эвелиной Улановской. По поручению народовольческого комитета, которое было передано Антонову Петром Елько, убил в Харькове 8 января 1884 года агента полиции рабочего В. Шкриобу. Весною-летом того же года принял участие в работах народовольческой типографии, организованной в Ростове-на-Дону Алексеем Бахом и Сергеем Ивановым. В апреле-мае 1884 года ездил за шрифтом в Саратов вместе с В. Панкратовым. С конца июня по середину августа того же года работал наборщиком в типографии над десятым номером «Народной Воли». По словам Б. Оржиха, вместе с ним принимал участие в подготовке неосуществленного ими покушения на министра внутренних дел Д. А. Толстого. Осенью 1884 года жил в Ростове-на-Дону под именем И. П. Заполенко. Организовал вместе с Сергеем Кузиным, происшедшую 17 ноября 1884 года, попытку ограбления почты под Воронежем, при которой был убит почтальон Мануйлов.
С декабря 1884 года жил под именем ростовского мещанина Ивана Павловича Никонова в Севастополе, где служил в Русском обществе пароходства и торговли и вёл пропаганду среди рабочих. В начале 1885 года вместе с Сергеем Кузиным и Викторией Августинович организовал неудавшуюся попытку ограбления денежной почты в Мариуполе. В начале 1885 года жил вместе с В. Августинович, под фамилией супругов Поповых, в Мариуполе. Вёл работу в народовольческом кружке в Екатеринославе. Приезжал в Харьков в феврале или апреле 1885 года и жил по паспортам Пл. В. Лебединского (затем по этому паспорту жил С. А. Лисянский) и Ник. А. Малинина. По предложению Б. Оржиха, вместе с жившим с ним на одной квартире С. А. Лисянским, занялся устройством тайной народовольческой типографии в Харькове. В снятую ими квартиру Б. Оржих доставил типографские принадлежности и 4 разрывных снаряда.
Арестован «благодаря добровольной помощи и искусному образу действий П. Елько» на улице в Харькове, вместе с А. Н. Макаревским, оставленным до этого на свободе в целях розыска. При аресте назвался «нелегальным» Ив. Ст. Яковлевым. При обыске 2 мая 1885 года в занимаемой им вместе с С. Лисянским квартире в Харькове была найдена тайная типография со всеми необходимыми принадлежностями, четыре разрывных снаряда, оружие, фальшивые паспорта. При аресте С. Лисянский оказал вооружённое сопротивление, убив околоточного надзирателя и тяжело ранив жандармского унтер-офицера.
До 9 мая 1885 года содержался в Харьковской тюрьме, после чего, закованный в кандалы, был увезён в Санкт-Петербург. С 11 мая 1885 года содержался в Петропавловской крепости. Привлекался к делам о «преступном сообществе» на Харьковской железной дороге (дело Эвелины Улановской, Иуст. Ширяева и др.) и попытке ограбления почты под Мариуполем (дело И. Хмелевцева, А. Карпенко и др.). По соглашениям министров внутренних дел и юстиции оба дознания были приостановлены из-за привлечения Антонова по делу о руководящем центральном кружке партии «Народная воля», производившемуся при Петербургском жандармском управлении (дело Г. Лопатина, С. Иванова).
Находясь в Петропавловской крепости, после очной ставки 6 июня 1885 года с П. А. Елько, предавшим его, и после попытки директора департамента полиции П. Н. Дурново склонить Антонова к предательству, пытался 17 июня 1885 года покончить жизнь самоубийством «посредством разрыва поверхностной вены у кисти левой руки … деревянными спичками, заостренными при помощи ногтей и зубов». В тот же день был переведён из Петропавловской крепости в больницу Дома предварительного заключения, но уже через два дня возвращён обратно в крепость. Содержался в заключении в Екатерининской куртине и в Трубецком бастионе. С целью добыть от Петра Антонова необходимые сведения и побудить его к предательству, департамент полиции вёл с ним в крепости якобы от имени Андрея Белоусова переписку, длившуюся с 26 августа по 8 октября 1885 года.
При рассмотрении общего дознания по делу о руководящем кружке «Народной воли» министр внутренних дел передал дело на рассмотрение Петербургского военно-окружного суда для суждения по законам военного времени. Предан суду по обвинениям в принадлежности к тайному революционному сообществу («Народная воля»), совершении двукратного вооружённого нападения на почту под Харьковом, в убийстве агента Шкриобы, в устройстве тайной типографии в Ростове-на-Дону, в вооружённом нападении на почту под Воронежем, сопровождавшимся убийством почтальона, в хранении разрывных снарядов, в подделке видов на жительство и в проживании под чужими именами (Процесс двадцати одного). 19 мая 1887 года был переведён из крепости в дом предварительного заключения. Судом, проходившим с 26 мая по 4 июня 1887 года был признан виновным и приговорен к лишению всех прав состояния и к смертной казни через повешение. 15 июня по высочайшей конфирмации приговора смертная казнь была заменена пожизненными каторжными работами.
Наказание отбывал в Шлиссельбурге, куда прибыл 23 июня 1887 года и находился до 28 октября 1905 года, когда по высочайшему указу от 21 октября 1905 года пожизненные каторжные работы были заменены на поселение с разрешением, по истечении 4-х летнего пребывания в ссылке, избрания места жительства (без права жить в столицах и столичных губерниях в течение трёх лет) с отдачею на три года под надзор полиции и с признанием его лишенным всех особенных, лично и по состоянию присвоенных прав и преимуществ взамен лишения всех прав состояния. До высылки был переведён из Шлиссельбургской тюрьмы в Петропавловскую крепость, откуда, по восстановлению этапного движения в Сибирь, подлежал отправке на поселение в пределах Иркутского генерал-губернаторства. Ходатайство матери П. Антонова, проживавшей в Николаеве, от 5 ноября 1905 года о высылке сына в Николаев ей на поруки было отклонено 10 ноября, однако уже 30 ноября соответствующее разрешение было дано ввиду болезненного состояния Антонова по соглашению министров внутренних дел и юстиции.
Из Петропавловской крепости отправлен в Николаев 6 декабря 1905 года в сопровождении жандармских чинов и водворен в доме матери. По распоряжению департамента полиции за ним был учрежден специальный надзор двух полицейских надзирателей, замененный 30 января 1906 года особо бдительным надзором полиции в обычном порядке.
В марте 1906 года в департамент полиции от местных жандармских властей поступили сведения о ведении Антоновым усиленной агитации среди рабочих и сборе пожертвований для подготовки вооружённого восстания, вследствие чего предлагалось немедленно выслать его из Николаева. На основании этих сведений, по распоряжению департамента полиции от 31 марта 1906 года, он был арестован, причём департамент полиции предполагал отправить его отбывать оставшийся срок наказания в Иркутскую губернию. Ввиду ненахождения министром внутренних дел достаточных оснований для высылки, был освобожден из под стражи по телеграфному распоряжению министра от 10 мая 1906 года, а по докладу министра юстиции от 31 мая 1906 года получил разрешение отбыть остающийся срок ссылки в пределах Европейской России в местностях по усмотрению министерства внутренних дел. Получил разрешение 13 сентября 1906 года на вступление в брак с Зинаидой Михайловной Герасимовой.
Проживая в Николаеве, обратился к прежнему (слесарному) ремеслу и занялся водопроводным делом, подобрав сотрудников рабочих и составив артельную мастерскую. В виду неуспеха дела, распустив артель, занялся огородничеством, купив небольшой домик на окраине Николаева и заарендовав у города прилегающий участок земли. 15 октября 1908 года получил разрешение на поездку в Петербург и Москву по торговым делам.
Последнее время жизни провёл в Одессе в тяжёлых материальных условиях. Умер в Одессе 18 июня 1916 года от рака пищевода.

### Корреспонденции
- «Народная Воля» XI—XII (1885) (Литература парт. «Нар. Воля». Ук.).
- Хроника борьбы с самодержавием. «Свободн. Россия» 1. (1889), 58.
- М. Ашенбреннер, Шлиссельб. тюрьма. «Был.» 1906, I, 81, 95, 193.
- В. Панкратов, Из деятельности среди рабочих в 1880—1884 гг. «Был.» 1906, III, 248, 252, 266.
- А. Бах, Воспоминание народовольца. «Был.» 1907, II, 193, 204, 206, 207, 209, 211—212. —
- Г. Лопатин, По поводу воспоминаний народовольца. «Был.» 1907, IV, 299.
- М. Новорусский, Выход из Шлиссельбурга на волю. «Мин. Годы» 1908, XII, 11, 17, 23.
- В. Фигнер, Сановники в Шлиссельбурге. «Был.» XIV (1919), 16.
- А. Макаревский, Революционный Харьков 1881—1885 гг. «Летоп. Револ.» 1923, V, 71, 74, 83—88, 91—92, 96—97.
- И. Веденьев, В харьковск. револ. кружках. «Лет. Револ.» 1923, V, 100.
- В. Галкин, Харьковский революционн. «Красный Крест». «Пути Револ.» 1925, I, 37.
- В. Сухомлин, Из эпохи упадка парт. «Нар. Воля». «Кат. и Сс.» 1926, VI (27), 66; VII—VIII (28—29), 66, 76, 85, 92, 93, 103.
- А. Макаревский, С. А. Лисянский. «Пути Револ.» 1926, II—III (5—6), 191.
- В. Сухомлин, Народовольческ. рабочая организация на ст. Люботин Харьково-Николаевск. жел. дороги. «Пути Революц.» 1927, V—VI (8—9), 31.
- С. Лившиц, Подпольные типографии 60—80-х гг. «Кат. и Сс.» 1929, VI (55), 56.
- Г. Н-ин, Из жизни народовольческ. рабочих кружков. «Кат. и Сс.» 1929, VII—IX (57—58), 204.
- В. Левицкий, «Народная Воля» и рабочий класс. «Кат. и Сс.» 1930, I (62), 60—61, 66.
- А. Кулаков, Автобиография. «Кат. и Сс.» 1930, III (64), 167—168, 179.
- А. А. Кулаков, О трёх предателях. «Кат. и Сс.» 1930, VI (67), 80, 83.
- С. Валк, Молодая партия «Нар. Воли». «Пробл. Марксизма» 1930, I, 97.
- Н. Сергиевский, «Черный Передел» и народники 80-х г. г. «Кат. и Сс.» 1931, I (74), 36.